# Beatriz Thibaudin
Beatriz Thibaudin (Buenos Aires, 9 de agosto de 1927 - ibíd. 7 de febrero de 2007) fue una actriz argentina de cine, teatro y televisión.

## Biografía
Estudió arte dramático (con Luis Gutman, 3 años; con Lito Cruz, 18 meses; y con Augusto Fernández, 18 meses), expresión corporal, danzas clásicas, baile americano y canto.
En su primera juventud practicó equitación.
Realizó sus primeros trabajos cuando ya había superado la barrera de los cuarenta, y su familia ya no la necesitaba a tiempo completo.
Se volvió muy reconocida con la obra de teatro Mil quinientos metros sobre el nivel de Jack, en la que se pasaba metida en una bañera durante cincuenta minutos.

Yo soy muy coqueta. Voy al supermercado siempre arreglada. Pero cuando Federico [León] me contó la obra, yo le pregunté: «¿Voy a salir con el pelo mojado y sin pintarme?». Después lo entendí. Además, tuve que practicar para quedarme cuarenta segundos bajo el agua. Ahora todo esto me parece gracioso. Pero imaginate: yo venía de hacer La casa de Bernarda Alba.
Beatriz Thibaudín

En 2002, actuó en Tan de repente, de Diego Lerman, y fue premiada en los festivales de cine de Biarritz (España) y La Habana (Cuba).
También ganó el premio Clarín Espectáculos y un Cóndor de Plata a la mejor actriz de reparto.

Cuando fue lo de Biarritz no lo podía creer. Me llamó una amiga para felicitarme; lo había visto en televisión. Colgué y me llamó Diego [Lerman] desde Francia para decírmelo. Enseguida me llamaron de Radio Francia, un chico que me preguntó si yo hablaba francés o si me tenía que hablar en español. Me dijo: «¡Usted debe ser famosa en la Argentina!». Le contesté: «No, no: creo que soy más famosa en Francia».
Beatriz Thibaudín

En cine hizo pequeños papeles en películas como La historia oficial y La amiga.
Durante diez años trabajó en El Lazarillo de Tormes, una versión para adolescentes, por la tarde en escuelas secundarias. A la noche hacía obras para adultos, como Crónica de adultos o El diario de Ana Frank. Trabajó también en otras obras, como 1500 metros sobre el nivel de Jack.
En televisión participó en capítulos de
Hombres de ley,
Nosotros y los miedos,
Mi cuñado,
Gasoleros y
Primicias.
Trabajó en varios episodios de Los Simuladores, representando a la Sra. de Ravenna, madre del simulador Emilio Ravenna (representado por el actor Diego Peretti).

Entonces sí me empezaron a reconocer por la calle. Me gritaban: «Ahí va la madre de Diego Peretti».
Beatriz Thibaudín

¿Cómo me voy a operar si cada arruguita mía tiene algún significado que no quiero restar? Cuando veo actrices que perdieron personalidad y les cambió la expresión, me doy cuenta de que hice bien en resistir la tentación. A los años que tengo no me los puedo quitar, aunque me sienta más joven y llena de energía [...]. Tampoco me quise hacer nunca la nariz, y ahora me vino bien: en Los Simuladores hago de madre de Diego Peretti. Cuando me llamaron, le señalé al productor: «Ya sé por qué me elegiste», y él se moría de risa.
Beatriz Thibaudin

En sus últimos años, actuó en películas como La vida por Perón, Mientras tanto ―también de Diego Lerman― y Arizona Sur.

## Trabajos

### Cine[5][6][7]
- Abierto de 18 a 24, dirigida por Victor Dinenzon
- Tres esposas, coproducción con Italia.
- 1979: Contragolpe, dirigida por Alejandro Doria.
- 1979: La isla, dirigida por Alejandro Doria.
- 1979: El poder de las tinieblas, dirigida por Mario Sabato.
- 1985: La historia oficial, dirigida por Luis Puenzo.
- 1986: Miss Mary, dirigida por María Luisa Bemberg.
- 1986: Perros de la noche, dirigida por Teo Koffman, como la abortera.
- 1989: La eterna sonrisa de Nueva Jersey, dirigida por Carlos Sorín; como la esposa de Ulises (Julio De Grazia), con Daniel Day-Lewis.
- 1992: La amiga, dirigida por Jeaninne Merapfel; como la vecina Nachnarin.
- 1995: Hasta donde llegan tus ojos, dirigida por Silvio Fischbein.
- 1998: Dibu 2, la venganza de Nasty, dirigida por Carlos Gallettini.
- 2000: Esperando al Mesías, de Daniel Burman; como una anciana.
- 2002: Tan de repente, dirigida por Diego Lerman, como Blanca.
  - 2002: Premio especial del jurado, del público y mención de SIGUES en el Festival Internacional de Cine Independiente de Buenos Aires.
- 2003: Tus ojos brillaban, dirigida por Silvio Fischbein.
- 2004: La vida por Perón, dirigida por Sergio Bellotti; como Cata.
- 2004: Arizona Sur (sin estrenar), dirigida por M. A. Roca y Daniel Peusa; como Mercedes.
- 2006: Mientras tanto, dirigida por Diego Lerman, como Magdalena, la madre de Dalmiro.

### Cortometrajes[8][7]
- Las fotografías, dirigida por Dora López
- Mouse de chocolate y ¿Tenés fuego, Mamá?, dirigida por Bernardo Kononovich
- Del color del cielo, dirigida por Jorge Daus
- El círculo xenético, dirigida por Boy Olmi y Luis María Hermida
- La bicicleta del Sr. Arnalde, dirigida por Mónica Facceninni
- El destape, dirigida por Edgardo González Amer
- El intruso, dirigida por Daniel Brumack
- La vieja del agua, dirigida por Daniel Rivero
- El día de Navidad, dirigida por Gustavo Rondolini
- Anacronismo, dirigida por Gabriela Cárcova
- 2007: Simpatía, dirigida por Galel Maidana.[5]
- 2007: Abismos, dirigida por Juan Matías Loiseau; como la madre.[5]

### Teatro[9]
- 1980: Crónica para adultos'', dirigida por Juan Freund.
- 1980-1989: El lazarillo de Tormes, dirigida por Enrique C. Pérez. Realizó una gira por las provincias argentinas en 1983.
- 1982: Ana y las langostas, dirigida por Ana Dolinsky (Teatro Abierto).
- 1982-1983: La importancia de llamarse Ernesto, dirigida por Santiago Doria.
- 1985: El Diario de Ana Franck, dirigida por Carlos Altube.
- 1986: Vade retro, dirigida por César Franco.
- 1989: Gris de ausencia y La ñata contra el libro.
- 1990-1991: Dos señoritas formales, dirigida por Enrique C. Pérez.
- 1992: Comedia repugnante de una madre, dirigida por Arnaldo Strasnoy.
- 1993: El clú, dirigida por Alfredo Zemma.
- 1994-1995: La casa de Bernarda Alba, dirigida por Alejandro Rico (1994-1995).
- 1996: La ñata contra el libro, dirigida por Enrique Morales. Verano en Mar del Plata
- 1999-2002: 1500 metros sobre el nivel de Jack, dirigida por Federico León.
  - Primer Premio en el Concurso de Dramaturgia organizado por el Instituto Nacional de Teatro (1998).
  - 1998: mención honorífica en el Concurso de Dramaturgia organizado por el Fondo Nacional de las Artes.
  - 1998: finalista del Premio Tirso de Molina.
  - 1999: premio Teatro XXI, mejor escénica.
  - 2000: participación en los siguientes festivales internacionales: Viena (Austria), Ámsterdam (Holanda), Hannover (Alemania), Slagelse (Dinamarca), Polverigi (Italia) y Edimburgo (Escocia). Temporada Hebbel-Teatre de Berlín (Alemania).
  - 2001: participación en los siguientes festivales internacionales: Bruselas y Amberes (Bélgica), Montreal (Canadá) y Bayonne, Estrasburgo, París y Toulouse (Francia).
  - 2002: participación en los siguientes festivales internacionales: Londrina (Brasil) y Melbourne (Australia).
- 2003: Repollo francés, unipersonal con canciones francesas, dirigida por Santiago Doria (2003).
- 2003: El emisario, semimontado en Argentores, dirigida por Daniel Marcove.

### Televisión[10][7]
- Nosotros y los miedos
- Compromiso
- Clave de sol
- Buscavidas
- Su comedia favorita
- 1991: Celeste
- La banda del Golden Rocket
- Alta comedia
- Mi otro yo
- Luces y sombras
- Son de diez
- ¡Grande, Pa!
- Inconquistable corazón
- Quereme
- Mi cuñado
- Señor K
- Poliladron
- De poeta y de locos
- Los hermanos Pérez Conde
- Trillizos
- Como vos y yo
- Gasoleros
- Primicias
- 2003: Los Simuladores, como la madre de Ravenna
- 2004: Culpable de este amor, como Greta.
- 2005: Hombres de honor, como la Nona
- 2005: Elefante blanco, de Jorge Labaké.

### Miniseries[11]
- De los Apeninos a los Andes, para la televisión Italiana
- Marie Galanté, para la televisión francesa

### Publicidad televisiva[12]
- Bordolino
- Clarín Clasificados
- Colchones (Chile)
- Fiestas de Gancia (publicidad en vivo)
- galletitas Express
- Mantecol
- Poxipol
- Pritty Limón (provincia de Córdoba)
- Tarjeta Oasis BNL (medalla de plata en el Festival de Nueva York)
- Turismo al Uruguay (medalla de plata en el Festival de Nueva York, premio Creativos de la Argentina, premio Publicidad latinoamericana, mención en el Festival de Cannes y Clio Awards de 1992)
- TV Española